# Leo Marini
Leo Marini, pseudonimo di Alberto Batet Vitali (Mendoza, 23 agosto 1920 – Mendoza, 15 ottobre 2000), è stato un cantante e attore argentino.

## Biografia
Suo padre, Luis Batet, possedeva un ristorante chiamato Los Tres Hermanos e sua madre, Herminia Vitali, serviva in un negozio di generi alimentari. All'età di cinque anni, Alberto rimase orfano del padre, con la madre e il patrigno che si occupavano di lui.
Il suo interesse per la musica ed in particolare per il bolero nacque quando sentì alla radio tre cantanti messicani che lo influenzarono e lo incoraggiarono a diventare un cantante: erano José Mojica, Alfonso Ortiz Tirado e Juan Arvizu.

### Gli inizi della tua carriera
La sua prima esibizione avvenne nella stazione radio della città di Mendoza, nella radio LV 10 Radio Cuyo, invitato da alcuni vicini che l'avevano ascoltato cantare. L'esperienza fu effimera, ma lo aiutò a prendere coscienza delle sue ancora imperfette condizioni come cantante. Per fortuna il tenore lirico spagnolo Juan Díaz Andrés stava passando per Mendoza, quando Alberto lo ascoltò alla stessa stazione radio dove aveva debuttato e cercò immediatamente i suoi consigli musicali. Diaz accettò di insegnargli a cantare per un anno, quasi ogni giorno, in quella che divenne la sua unica formazione musicale e che lo costrinse a smettere di imitare il cantante Juan Arvizu. Quando Alberto Batet ebbe ormai perfezionato l'arte del canto, Díaz stesso lo portò alla radio locale per tentare la fortuna e fu qui che lui e Francisco Fábregas, l'ospite del programma, lo chiamarono Leo Marini, lo pseudonimo artistico che avrebbe usato in futuro.

### Carriera professionale
Con un gruppo di amici nel 1941 si recò in Cile, dove venne assunto a cantare in sale da ballo e alla radio di Valparaíso e di Viña del Mar. Fu a Valparaiso dove incontrò il pianista cubano Isidro Benítez, che insieme al suo gruppo di musicisti registrò con Leo Marini i loro primi due album per la RCA Victor filiale cilena, che contengono le canzoni Virgen de media noche (Pedro Galindo), Puedes irte de mí (Agustín Lara) Inútilmente e Cerca de ti (entrambe del compositore Luis Aguirre). In Cile visse per quattro mesi.
Nel 1942 si trasferisce a Buenos Aires dove, per raccomandazione del suo amico, impresario della radio Luis Rocha, entrò nell'emittente radiofonica "LR3 Radio Belgrano", dove in quel momento lavorava un'orchestra di 40 musicisti diretti da Herman Kumok. Qui divenne amico del primo violino dell'orchestra, Américo Belloto Varoni. Il successo crescente del bolero in America Latina, fece sì che gli amministratori della filiale argentina dell'etichetta Odeon, cercando di espandere i propri affari in America del Sud, incaricassero Bellotto Varoni di registrare due dischi a 78 giri con il giovane cantante. L'orchestra di violini e ottoni che diresse Américo Bellotto nelle sessioni di registrazione fu battezzata Don Américo y sus Caribes. I dischi contenevano le canzoni Llanto de luna, Ya lo verás, Caribe soy e Yo contigo me voy. Il successo di questi album fu sorprendente e aumentò ancora di più la fama del cantante. Nel 1946 girò in Cile il suo primo film, intitolato Sueña mi amor.
Leo Marini, già un professionista riconosciuto, iniziò un tour mondiale, che lo portò in Venezuela nel 1948, a Cuba, a Porto Rico, nella Repubblica Dominicana e ancora in Venezuela. Ritornò a Buenos Aires per registrare, e poi si recò a Santiago del Cile, dove rappresentava l'evento artistico del tempo. Fece un nuovo tour, questa volta in Perù, Ecuador e Colombia, dove era in corso il Bogotazo. Andò a Porto Rico, dove lavorò alla stazione WNEL di San Juan. Sposò l'argentina Esther Salandari. Tornò a Buenos Aires nel 1950 e lavorò con l'orchestra della stazione radio Radio El Mundo nel programma Sonrisas y melodías. È durante questo soggiorno che realizzò un altro film: Mary tuvo la culpa. Dopo il suo contratto con l'Odeon argentina, firma un contratto con la casa discografica americana Seeco. Nel 1951 Sidney Seegel, proprietario di questa compagnia, gli consigliò di andare a l'Avana per registrare con il gruppo Sonora Matancera. La sua prima canzone registrata con il gruppo fu Luna yumurina, cui fecero seguito canzoni come Quiero un trago tabernero, Mi desolación e Desde que te vi. Nel 1953 nacque il suo primo figlio, Alberto; quell'anno gira anche il suo terzo film: ¡Qué rico el mambo!.
Nel 1954 si recò in Colombia e fece nuove registrazioni accanto al trombonista e direttore d'orchestra argentino Arnoldo Nali. Ritorna a Cuba negli anni 1955, 1956 e 1958. In quell'anno, prima della massificazione del formato LP, registra con i Sonora Matancera l'album Reminiscencias, l'album più venduto della sua carriera, digitalizzato in seguito. A Bogotá, con il suo vecchio amico Américo Belloto, fondò la casa discografica Coro, che ebbe vita breve. Sul suolo colombiano, nel 1957, nasce il suo secondo figlio José Luis Batet.
Nel 1970 tornò in Argentina e divorziò e si ricongiunse con la Sonora Matancera per un breve periodo con Miguelito Valdés e Carlos Argentino. Alla fine dello stesso anno, firmò un contratto con la casa discografica venezuelana Promus per la quale registrò a Caracas, con un'orchestra diretta da Arnoldo Nali, che ben conosceva, l'LP "Il nuovo Leo Marini canta 12 canzoni che non ha mai cantato", che ottiene successo e diventa la sua resurrezione professionale.
Carlos Andrés Pérez, presidente del Venezuela, gli concede un'onorificenza nel 1978 per la sua carriera musicale insieme a Libertad Lamarque, Toña la Negra, Bobby Capó, Dámaso Pérez Prado e Pedro Vargas. In Venezuela, nel 1980, Renato Capriles, direttore del gruppo di danza "Los Melódicos" richiese i suoi servizi come vocalista ospite nel primo album della Orquesta La Grande. Ritorna per sposare la cilena Gloria Solanas. Negli anni ottanta decise di stabilirsi definitivamente a Buenos Aires per essere vicino ai propri figli, viaggiando periodicamente nei paesi della regione per presentarsi.

## Morte
All'inizio dell'anno 1993, gli viene diagnosticato un cancro. E nel 1995 assiste ad un evento in suo onore a Buenos Aires del quale viene realizzato un compact disc commemorativo.
Nonostante il trattamento, muore all'età di ottant'anni, a Mendoza, sua città natale, domenica 15 ottobre 2000.

## Filmografia
- Sueña mi amor (1946) Cile
- Mary tuvo la culpa (1950) Argentina
- ¡Qué rico el mambo! (1952) Argentina

## Artisti correlati
- Chico Novarro
- Carlos Argentino
- Sonora Matancera
- Bienvenido Granda